# Museo Giovanni Boldini
Il museo Giovanni Boldini si trova a palazzo Massari a Ferrara. Dopo il Terremoto dell'Emilia del 2012 il museo è stato chiuso per lavori di restauro.

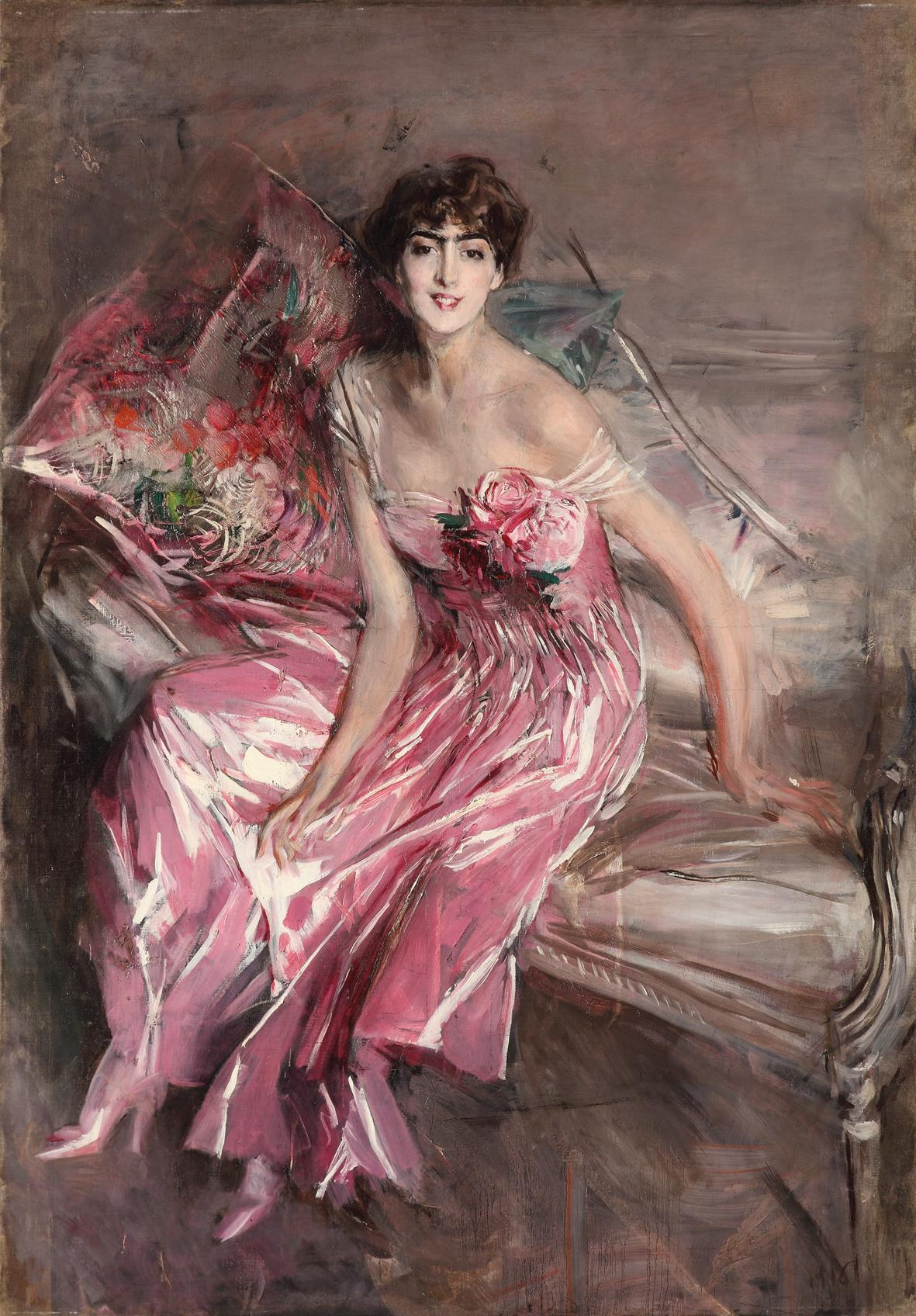
La signora in rosa

## Storia
Il museo fu inaugurato il 20 ottobre 1935 nel quadro della riqualificazione urbanistica cittadina e della rinascita culturale dell'antica capitale estense voluta da Renzo Ravenna, podestà dal 1926 al 1938, e dai più stretti collaboratori di Italo Balbo, tra i quali il giornalista Nello Quilici. La sua prima sede storica fu nelle sale del Palazzo dei Diamanti ed in seguito la collezione fu trasferita negli ambienti del palazzo Massari.

## Artista
Giovanni Boldini, ferrarese, fu uno dei migliori ritrattisti dell'alta società europea del XIX secolo. Lavorò a Parigi, a Londra e in Toscana. La notevole collezione di sue opere, donata dalla vedova dell'artista, è collocata nei saloni del piano nobile del palazzo, assieme a moltissimi disegni, gli studi e gli oggetti personali del pittore.
Il pittore, sebbene si fosse stabilito a Parigi, venne sepolto nella sua città di origine nel cimitero monumentale della Certosa di Ferrara.

## Percorso espositivo

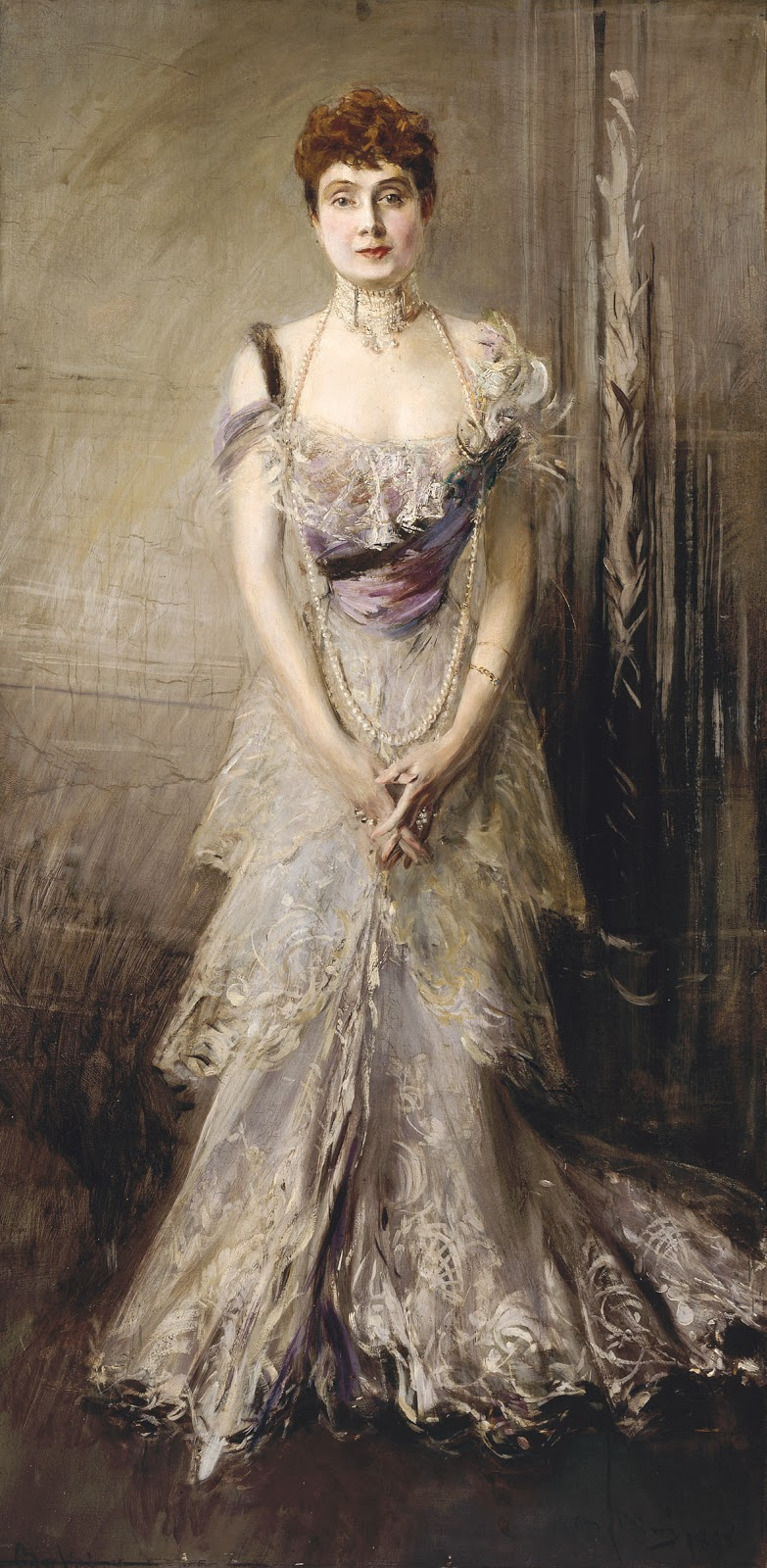
L'infanta Eulalia di Spagna

La visita inizia dalla cappella barocca del palazzo, posta al di là del grande Salone delle Feste. 
Si attraversano poi tre piccole sale con opere giovanili del pittore, tra le quali un Autoritratto e l'olio Due cavalli bianchi.
Nella quarta sala, sontuoso ambiente affrescato di vaste proporzioni, sono esposti cinque grandi dipinti che testimoniano la maestria di Boldini: La Contessa Gabrielle del Rasty, L'Infanta Eulalia di Spagna, Il piccolo Subercaseuse, La contessa de Leusse e Fuoco d'artificio, tutti eseguiti tra il 1878 e il 1891.
Dopo questa sala si attraversano due ambienti privi di quadri: un lungo corridoio interamente dipinto a medaglioni e finte sculture e un sontuoso salotto rococò decorato a stucchi bianche e dorati. La collezione Boldini riprende poi con disegni e acquerelli.
L'ultima sala prima di invertire il senso di visita è dominata da La passeggiata al Bois. Le sale successive contengono numerosi studi pittorici e oggetti personali dell'artista, fra cui la scatola di colori e pennelli, e la celebre Signora in rosa.